# Classe Mindelo
A Classe Mindelo foi um modelo de corvetas ao serviço da Marinha Portuguesa, entre 1876 e 1900.
Foram construídas em Inglaterra.